# Зверева, Александра Валерьевна
Александра Валерьевна Зверева (род. 1 марта 1981, Потсдам, ГДР), более известная как Саша Зверева — российская певица и диджей, в прошлом солистка группы «Демо».

## Биография
В марте 1999 года Александра Зверева стала солисткой группы «Демо». Летом 1999 года песни «Солнышко» и «2000 лет» занимали лидирующие места в хит-парадах[уточнить]. Группа начала гастролировать.
В 2010 году Александра Зверева выпустила сольный сингл «Остаться» в соавторстве с А. Осокиным. В августе 2011 года Саша Зверева неофициально вышла замуж по обычаям фестиваля «Казантип» за DJ Bobina (Дмитрий Алмазов), а в апреле 2012 года пара официально зарегистрировала брак в ЗАГСе.
9 декабря 2011 года в клубе Posh Friends состоялась презентация клипа на песню «Схожу с ума» (автор слов и музыки — Рома Кенга), собравшая полный зал.
В настоящее время проживает в США, Калифорния. Занимается выпуском одежды для беременных женщин и стала популярным блогером, является ведущей телепередачи «Магазин на диване», читает свой собственный курс для мам на основании «альтернативной» медицины.
В 2024 году приняла участие в реалити-шоу «Звёзды в джунглях» на ТНТ.

## Личная жизнь
- Первый муж, официально женаты не были — Илья Гусев, работник банка. От него у Саши двое детей:
  - Дочь Василиса (07.12.2003)
  - Сын Макар (08.07.2008)
- Второй муж (2011—2017) — Дмитрий Алмазов, диджей[6].
  - Сын Лев (р. 2015)
- Третий муж, официально расписаны (с 2020 года) — Дэн Уолбран, американец[7].
  - Сын Сева (Себастьян) (26.06.2020)

## Дискография

### В составе «Демо»

#### Альбомы
1. Солнышко (1999)
2. DJ Remix 2000 (2000)
3. Выше неба (2001)
4. До свидания, лето (2002)
5. Радуга (2004)
6. Это шоу-бизнес, baby (2005)
7. Запрещённые песни (2007)

#### Синглы
1. Солнышко (1999)
2. 2000 лет (1999)
3. Я не знаю… (1999)
4. Я делаю вдох (2000)
5. Всё просто!… (2000)
6. Выше неба (2000)
7. Давайте петь! (2000)
8. Странные сны (2001)
9. Улыбните ваши лица (совместно с Братьями Улыбайте) (2001)
10. Последняя песня (2002)
11. Желание (2002)
12. До свидания, лето! (2002)
13. До утра (2002)
14. Попала (2003)
15. Новый год идёт… (2003)
16. Радуга (2004)
17. Тайна (2004)
18. Супермама (2004)
19. Не с тобой (2004)
20. Не думай, не гадай (2005)
21. Всё нормально (2005)
22. Нежность (2006)
23. Соседи (2006)
24. Это небо (2007)
25. Точка (2009)
26. Первый поцелуй (2009)
27. Создай движение (2010)
28. Расплетает косы весна (2010)

### Сольное творчество

#### Альбомы
1. Благодарю (2015)

#### Синглы
1. Я не могу найти няню (2010)[источник не указан 589 дней]
2. Ловандрий океана (2011)
3. Схожу с ума (2011)
4. Супербой-кит (совместно с Sasha Dith & Steve Modana) (2012)
5. Женщина (2012)
6. Ядовита (2013)
7. Зачем (2014)
8. Облачный атлас (2018)

## Видеография
| Год                   | Клип                                         | Режиссёр              |
| В составе группы Демо | В составе группы Демо                        | В составе группы Демо |
| --------------------- | -------------------------------------------- | --------------------- |
| 1999                  | «Солнышко»                                   | Александр Игудин      |
| 1999                  | «Я не знаю»                                  | Влад Опелянц          |
| 2000                  | «Я делаю вдох»                               | Александр Игудин      |
| 2000                  | «Выше неба»                                  | К. Мурзин             |
| 2000                  | «Всё просто!»                                | Александр Игудин      |
| 2000                  | «Давайте петь»                               | Александр Игудин      |
| 2001                  | «Странные сны»                               | Александр Игудин      |
| 2001                  | «Улыбайте ваши лица» (feat. Братья Улыбайте) | Александр Игудин      |
| 2002                  | «Дождик»                                     | Александр Игудин      |
| 2003                  | «Новый год идёт»                             | Александр Игудин      |
| 2009                  | «Не молчи»                                   | М. Лапис              |
| Сольная карьера       |                                              |                       |
| 2011                  | «Схожу с ума»                                | Олег Хорошев          |
| 2014                  | «Зачем»                                      | неизвестно            |
| 2015                  | «Может быть»                                 | Элеонора Беттис       |
| 2018                  | «Облачный атлас»                             | Артур Губин           |
| 2019                  | «Сияй» feat. Katia Txi                       | gexfilm               |

## Награды
- 1999 — «Золотой граммофон» от Русского Радио
- многократные премии «Песня года»
- «Стопудовый Хит» от ХитFM
- «Бомба Года» от DFM и др.